# Leskia siphonina
Leskia siphonina là một loài ruồi trong họ Tachinidae.